# Caribe anglófono
O Caribe anglófono (português brasileiro) ou Caraíbas anglófonas (português europeu) refere-se a países da região do Caribe que têm a língua inglesa como idioma oficial. Após a independência do Reino Unido, o termo Caribe anglófono passou a ser tradicionalmente usado, substituindo Índias Ocidentais Britânicas.
As ilhas independentes que formam o Caribe anglófono são Antígua e Barbuda, Bahamas, Barbados, Dominica, Granada, Jamaica, São Cristóvão e Neves, Santa Lúcia, São Vicente e Granadinas e Trinidad e Tobago. O termo também engloba outras localidades fora do Caribe, Guiana (situada no território da América do Sul) e Belize.
Todos estes países foram colônias britânicas. Os primeiros juntaram-se a outros países do Caribe, que ainda são território britânico, como Anguilla, Ilhas Virgens Britânicas, Ilhas Cayman, Ilhas Turcas e Caicos e Montserrat, além das Ilhas Virgens Americanas, que atualmente é território oficial dos Estados Unidos da América.